# Sepehran Airlines
Sepehran Airlines (persisch هواپیمایی سپهران) ist eine iranische Fluggesellschaft mit Sitz in Schiras.

## Geschichte
Sepehran Airlines wurde 2016 gegründet. Sie erhielt ihr Air Operator Certificate im Juli 2016.

## Flugziele
Die Fluggesellschaft bedient nationale iranische Flugziele.

## Flotte

### Aktuelle Flotte
Mit Stand September 2023 besteht die Flotte der Sepehran Airlines aus zehn Flugzeugen mit einem Durchschnittsalter von 28,6 Jahren:
| Flugzeugtyp    | Anzahl | bestellt | Anmerkungen                               |
| -------------- | ------ | -------- | ----------------------------------------- |
| Boeing 737-300 | 04     |          | eine mit Winglets                         |
| Boeing 737-400 | 02     |          |                                           |
| Boeing 737-500 | 04     |          | eine geleast von Aero Nusantara Indonesia |
| Gesamt         | 10     | –        |                                           |

### Ehemalige Flugzeugtypen
- Boeing 737-400
- Dornier 328-310JET